# Fernando García-Berlanga Martí
Fernando García-Berlanga Martí fou un empresari i polític valencià que fou regidor de l'Ajuntament de València i Primer Tinent d'Alcalde de València durant les alcaldies d'Adolfo Rincón de Arellano i Vicente López Rosat.
Fernando García-Berlanga va nàixer l'any 1919 a València en una família de terratinents de Camporrobles (Plana d'Utiel). El seu avi, Fidel García Berlanga (1859-1914), era membre actiu del Partit Liberal de Sagasta, a la fi del segle xix, arribant a ser diputat en Corts a Madrid i president de la Diputació de València. El seu pare, José García-Berlanga (1886-1952), va començar també la seva militància en el Partit Liberal, per després passar al partit de centredreta de Lerroux, el Partit Radical, i més tard afiliar-se al partit de centreesquerra burgès de Martínez Barrios, Unió Republicana. Els orígens de la seva mare, Amparo Martí, van ser molt més humils, ja que venia d'una família d'emigrants de Terol que es van establir a València. El seu oncle matern va arribar a ser president de la Caixa d'Estalvis de València. Era també germà del cineasta Luis García Berlanga.
Com a empresari del món turístic, Fernando García-Berlanga va ser elegit regidor de l'Ajuntament de València pel terç síndical a les eleccions municipals de 1963. Ja com a regidor, va exercir el càrrec de seté Tinent d'Alcalde durant l'alcaldia d'Adolfo Rincón de Arellano i primer Tinent d'Alcalde durant la de Vicente López Rosat. Quan aquest darrer fou destituït pel governador civil Enrique Oltra Moltó, el pròpi García-Berlanga juntament amb altres regidors va dimitir del seu càrrec. A l'ajuntament fou cap de la Delegació d'Urbanisme i de Serveis Tècnics durant el mandat de López Rosat.